# Картал (станція метро)
40°54′22″ пн. ш. 29°12′40″ сх. д. / 40.9061° пн. ш. 29.2111° сх. д.
Картал (тур. Kartal) — станція лінії М4 Стамбульського метро. Відкрита 17 серпня 2012 року поряд з п'ятнадцятьма іншими станціями у черзі Ускюдар — Картал.
Конструкція — станція глибокого закладення, має острівну платформу та дві колії.
Розташована під автострадою D.100, у кварталі Джумхурієт, Картал.
Пересадки:Автобуси16C, 16KH, 16S, 16Z, 17K, 17P, 21K, 130, 130A, 130E, 130Ş, 131K, 131V, 131Y, 132C, 132ÇK, 132G, 132M, 132N, 132S, 132T, 132Y, 132Z, 134, 134CK, 134GK, 134K, 134UK, 251, 500T, E-10, KM11, KM12, KM21, KM23, KM25, KM29, KM31, KM32, KM60, KM70, KM71 
 Маршрутки: Гарем — Гебзе, Кадикьой — Угур-Мумджу